# Кучеренко (хутор)
Кучере́нко (Кучере́нков) — исчезнувший хутор в Миллеровском районе Ростовской области.

## Географическое положение
Хутор Кучеренко располагался на левом берегу реки Полная (левого притока Северского Донца), напротив хутора Радченко, в 7 км от слободы Мальчевско-Полненская и в 12 км к юго-западу от станицы Мальчевская.

## История
Хутор основан в 1873 году переселенцами из Воронежской губернии.
По данным на 1915 год располагался на частно-владельческой земле в Мальчевско-Полненской волости Донецкого округа Области Войска Донского. В то время в хуторе было 9 дворов и 73 жителя (40 мужчин и 33 женщины), которые владели 706 десятинами земли. Хутор относился к Донецко-Тарасовскому благочинию, 4-му судебно-следственному участку Новочеркасского окружного суда, 3-му Ольхово-Рогскому медицинскому участку. Ближайшая земская почтовая станция располагалась в слободе Мальчевско-Полненской (6 вёрст), ближайшая железнодорожная станция — Мальчевская (10 вёрст).
С образованием в ноябре 1924 года Туриловского сельсовета, хутор вошёл в его состав. По данным Всесоюзной переписи населения 1926 года хутор Кучеренков относился к Донецкому округу Мальчевско-Полненского района Северо-Кавказского края РСФСР. По данным переписи в хуторе было 27 дворов, его население составляло 145 человек (68 мужчин и 77 женщин); все жители украинской национальности. По данным на 1941 год хутор находился в Мальчевском районе Ростовской области РСФСР.
В августе 1963 года хутор Кучеренко был присоединён к соседнему хутору Николаевка.

## Религия
Жители хутора относились к приходу Николаевской церкви в слободе Мальчевско-Полненской.

## Транспорт
Через хутор, через переправу р. Полная, проходила в меридианном направлении дорога местного значения.